# نیروگاه بادی موپاندال
نیروگاه بادی موپاندال (انگلیسی: Muppandal Wind Farm) بزرگ‌ترین نیروگاه بادی در خشکی هند می‌باشد که در حال تولید برق است. این نیروگاه در حوالی روستای موپاندال، بخش کنیاکماری در ایالت تامیل نادو واقع شده‌است. این پروژه توسط آژانس توسعه انرژی تامیل نادو ایجاد شد. ظرفیت اسمی تولید برق این نیروگاه، ۱۵۰۰ مگاوات است که باعث گردید تا عنوان سومین نیروگاه بادی بزرگ خشکی در دنیا را به خود اختصاص دهد.